# Сурков, Владислав Юрьевич
Владисла́в Ю́рьевич Сурко́в (род. 21 сентября 1964, Солнцево, Липецкая область) — российский государственный деятель. Действительный государственный советник Российской Федерации 1-го класса (2000).
Помощник президента Российской Федерации (26 марта 2004 — 7 мая 2008); помощник президента Российской Федерации по вопросам социально-экономического сотрудничества с государствами СНГ, Абхазией и Южной Осетией (20 сентября 2013 — 7 мая 2018; 13 июня 2018 — 18 февраля 2020). Заместитель председателя правительства Российской Федерации — руководитель Аппарата правительства Российской Федерации (2012—2013).

## Биография

### Ранние годы
Согласно некоторым источникам, первые пять лет своей жизни Владислав Сурков прожил в Чечено-Ингушской АССР. В 1959 году его будущая мать, выпускница Тамбовского педагогического института Зоя Антоновна Суркова (1936 г. р.), по распределению была направлена на работу школьным учителем в село Дуба-Юрт Чечено-Ингушской АССР. В школе она познакомилась с учителем младших классов Юрием (при рождении — Андарбеком) Данилбековичем Дудаевым (1942—2014), за которого вышла замуж, и 21 сентября 1964 года у них родился сын.
В разных источниках в качестве места рождения Владислава Суркова указывают село Дуба-Юрт, город Шали или город Чаплыгин.

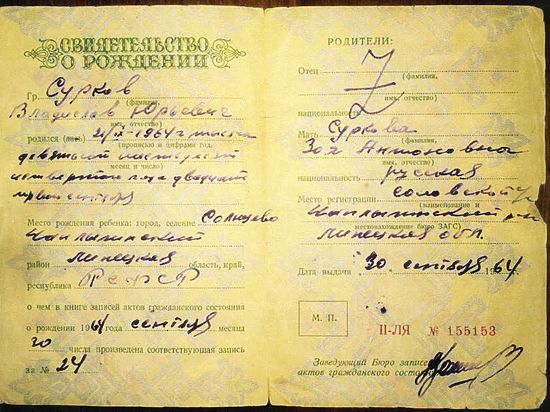
Свидетельство о рождении

Однако, согласно официальной биографии, размещённой на сайте президента России, Владислав Сурков родился в селе Солнцево Чаплыгинского района Липецкой области, что подтверждается также предъявленным его матерью журналистам свидетельством о рождении, копия которого была опубликована. По воспоминаниям жителей села Солнцево, Зоя Суркова вернулась из Дуба-Юрта на родину беременная, родила сына и вернулась в Чечню; Владислава некоторое время воспитывали жившие в селе бабушка с дедушкой со стороны матери, у которых была своя пасека.
Позднее родители забрали мальчика в Дуба-Юрт, где, по воспоминаниям жителей этого села, он стал любимчиком деда и бабушки со стороны отца, которые ни в чём ему не отказывали.
В 1967 году Юрий Дудаев получил работу на грозненском телевидении, и семья переехала в Грозный. Вскоре Юрий Дудаев уехал в Ленинград, окончил военное училище, поступил на службу в ГРУ, участвовал в ряде специальных операций во Вьетнаме. В семью Юрий Дудаев уже не вернулся. После развода с мужем Зоя Суркова, забрав пятилетнего сына, переехала из Чечено-Ингушской АССР в Липецкую область. С отцом Владислав Сурков никогда больше не встречался, хотя и общался с ним на расстоянии.
Позднее Зоя Суркова с сыном переехала в город Скопин Рязанской области, где и прошли его школьные годы. Зоя Суркова устроилась учителем ИЗО и географии в школу № 62 г. Скопин (в настоящее время — школа № 5), где затем проработала более 25 лет. В эту же школу в 1971 году поступил Владислав Сурков и проучился в ней 8 лет. Согласно утверждениям учителей, в школе он великолепно учился, писал стихи, увлекался музыкой, был старостой класса и членом совета дружины пионерской организации. После окончания восьмилетней школы Владислав Сурков поступил в среднюю школу № 1 г. Скопин, которую окончил в 1981 году.
В 2005 году в газете «Жизнь» была опубликована статья «Чеченское детство Владислава Суркова», в которой приводились воспоминания жителей села Дуба-Юрт и утверждалось, что первые пять лет жизни Владислава Суркова его звали Асланбек Андарбекович Дудаев. В 2006 году в газете «Ведомости» был опубликован перевод статьи The Wall Street Journal, в которой утверждалось, что Асланбек Дудаев изменил своё имя на Владислав Сурков. Вскоре в редакцию «Ведомостей» пришли коллективные письма от учителей школ города Скопин, в которых учился Сурков. Педагоги возмущались утверждением о смене имени и фамилии и сообщали, что Сурков как поступил в 1971 году в школу № 62 под именем Владислав Юрьевич Сурков, так под этим же именем и окончил в 1981 году школу № 1. В 2007 году учителя города Скопин, учившие Суркова, дали интервью газете «Собеседник», подтвердив подлинность этих писем и факта, что Сурков, учась в школе, фамилию не менял. Журналисты газеты «Известия» выяснили, что в 16 лет Владислав Юрьевич Сурков получил паспорт гражданина СССР на ту же фамилию.
В 2013 году в «Известиях» было опубликовано интервью Юрия Данилбековича Дудаева (на момент интервью — военного пенсионера, жителя Уфы). Он сообщил, что по документам его имя действительно Юрий, хотя в семье его и называли чеченским именем Андарбек. Кроме того, согласно воспоминаниям Юрия Дудаева, в детстве его сына Владиславом звала мама, а он и чеченская родня называли его Асиком (Асланбеком), в честь большевика-революционера Асланбека Шерипова. В 2015 году мать Суркова показала журналистам «МК» и разрешила сфотографировать свидетельство о рождении своего сына, где было указано, что его именем при рождении было Сурков Владислав Юрьевич.
Двоюродный брат Суркова по матери — Иван Яковлевич Голоусиков (род. 8 ноября 1950), доктор медицинских наук, профессор, полковник медицинской службы, 10 лет был главврачом московской горбольницы № 3.

### 1980—1990-е годы
В 1983—1985 годах Сурков служил в армии, в одной из артиллерийских частей Южной группы войск в Венгрии. В 2000-е годы министр обороны России Сергей Иванов  рассказал, что Сурков проходил срочную службу в спецназе Главного разведывательного управления. Данный факт подтвердил также отец Суркова.
В 1987 году Сурков возглавил рекламный отдел руководимого Михаилом Ходорковским Центра межотраслевых научно-технических программ Фонда молодёжной инициативы при Фрунзенском райкоме ВЛКСМ г. Москвы (сначала работал там же телохранителем Ходорковского).
В 1988 году возглавлял агентство рыночных коммуникаций «Метапресс».
В 1992 году — президент, вице-президент Российской ассоциации рекламодателей.
В 1991—1996 годах занимал руководящие должности в Объединении кредитно-финансовых предприятий «Менатеп» (которое в то время возглавлял Михаил Ходорковский), в дальнейшем — банка «Менатеп».
С марта 1992 года — консультант аппарата правительства РСФСР по вопросам связей с общественностью.
В 1996—1997 годах — заместитель руководителя, руководитель Департамента по связям с общественностью ЗАО «Роспром»; первый заместитель председателя совета Коммерческого инновационного банка «Альфа-банк», с владельцем которого Михаилом Фридманом он дружил со времени совместного проживания в общежитии МИСиС.
В 1998—1999 годах — первый заместитель генерального директора, директор по связям с общественностью ОАО «Общественное российское телевидение».

### В Администрации президента России
В 1999 году — помощник руководителя Администрации президента Российской Федерации.
С августа 1999 года — заместитель руководителя Администрации президента Российской Федерации. Считается одним из создателей и идеологов партии «Единая Россия».
В интервью агентству Интерфакс 27 декабря 2011 года при отставке с поста замглавы Администрации президента России Сурков утверждал, что «был в числе тех, кто помогал президенту Ельцину осуществить мирный переход власти, в числе тех, кто помогал президенту Путину стабилизировать политическую систему».
Первым детищем Суркова СМИ называли предвыборный блок «Единство», созданный в 1999 году в качестве противовеса блоку Евгения Примакова и Юрия Лужкова «Отечество — Вся Россия». Его проектами были также создание избирательного блока «Родина» (2003) и «партии власти» «Единая Россия» (2003), а также второй «партии власти» — «Справедливая Россия: Родина / Пенсионеры / Жизнь» (2006). Один из вдохновителей проектов «Идущие вместе» (2000) и движения «Наши» (2005). «Новая газета» называет также и другой ставший неуправляемым курируемый Сурковым процесс отбора депутатов Государственной думы — «спонсорство».
С марта 2004 года — заместитель руководителя Администрации президента Российской Федерации — помощник президента Российской Федерации, курировал вопросы внутренней политики, федеративных и межнациональных отношений.

В 2006—2007 годах продвигал концепцию «суверенной демократии», определяя её как 
образ политической жизни общества, при котором власти, их органы и действия выбираются, формируются и направляются исключительно российской нацией во всём её многообразии и целостности ради достижения материального благосостояния, свободы и справедливости всеми гражданами, социальными группами и народами, её образующими.
В августе 2004 года вошёл в совет директоров ОАО «АК Транснефтепродукт», в сентябре того же года был избран председателем совета директоров компании (в 2007 году указом президента Путина «Транснефтепродукт» был присоединён к государственной компании «Транснефть»).

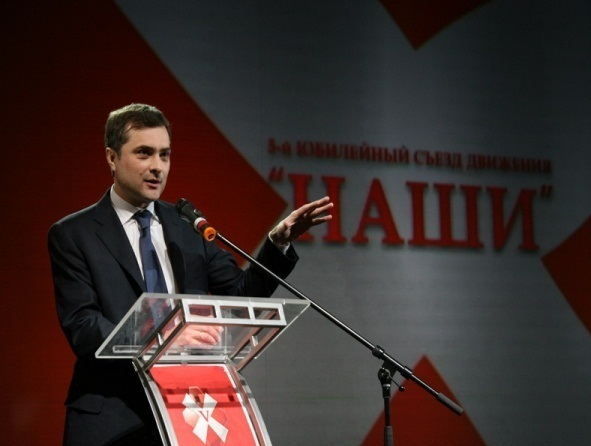
Выступление Владислава Суркова на V съезде движения «Наши». 15 апреля 2010 года

С 15 мая 2008 года — первый заместитель руководителя Администрации президента Российской Федерации.
31 декабря 2009 года назначен руководителем рабочей группы «по разработке проекта создания территориально обособленного комплекса для развития исследований и разработок и коммерциализации их результатов».
В июне 2010 года вошёл в состав Попечительского совета Фонда «Сколково». С июля 2012 года возглавил Попечительский совет, но в декабре 2014 года покинул этот пост в связи с наложенными на него западными санкциями.
28 января 2010 начал работу как сопредседатель рабочей группы по вопросам гражданского общества Российско-американской двусторонней президентской комиссии; первое заседание группы прошло в столице США — эта группа также часто неофициально именовалась «комиссия Сурков — Макфол». В некоторых источниках упоминается, что Сурков и сопредседатель группы с американской стороны Майкл Макфол встречались в РФ и обсуждали работу комиссии ещё раньше, в октябре 2009 года. В январе 2012 года и Сурков и Макфол покинули эту комиссию.

#### Критика и оценки
В начале 2010 года американский конгрессмен Илеана Рос-Лейтинен назвала Суркова «одним из главных идеологов ограничения свободы слова в России, преследования российских журналистов и представителей оппозиционных политических партий».
Деятельность Суркова на посту заместителя руководителя Администрации президента Российской Федерации неоднократно подвергалась критике со стороны российских правозащитников и оппозиционных политических деятелей, которые требовали отставки Суркова. По их мнению, Сурков являлся координатором незаконной деятельности по подтасовке результатов выборов, уничтожению политической конкуренции, организации кампаний против общественных организаций, а также по созданию «отрядов молодых штурмовиков» вроде движения «Наши».
Михаил Прохоров, которого в сентябре 2011 года сместили с поста лидера партии «Правое дело», называл Суркова «главным кукловодом политического процесса».
В то же время Сурков высказывал одобрение в адрес участников протестных митингов в Москве 10 и 24 декабря 2011 года против фальсификации результатов выборов в Госдуму, назвав людей, вышедших на улицы, «лучшей частью нашего общества», от мнения которых нельзя высокомерно отмахиваться. По этому поводу Дмитрий Быков написал басню «Сурок на митинге».
По мнению Михаила Ходорковского, Сурков — «исключительно одарённый пиарщик» и «очень талантливый креативщик», которому за талант можно простить всё или почти всё.
В сентябре 2014 года Ермек Тайчибеков в статье по случаю юбилея Суркова охарактеризовал его как высокотворческого человека и эстета, создавшего такие «грубо примитивные огранки», как общественный проект «Наши», а также отметил, что он «сделал большую государеву карьеру, будучи этническим нацменом, чеченцем с незаконченным высшим образованием».

### В правительстве России
27 декабря 2011 года Сурков был назначен заместителем председателя правительства Российской Федерации.
21 мая 2012 года был назначен заместителем председателя правительства Российской Федерации — руководителем аппарата правительства Российской Федерации.

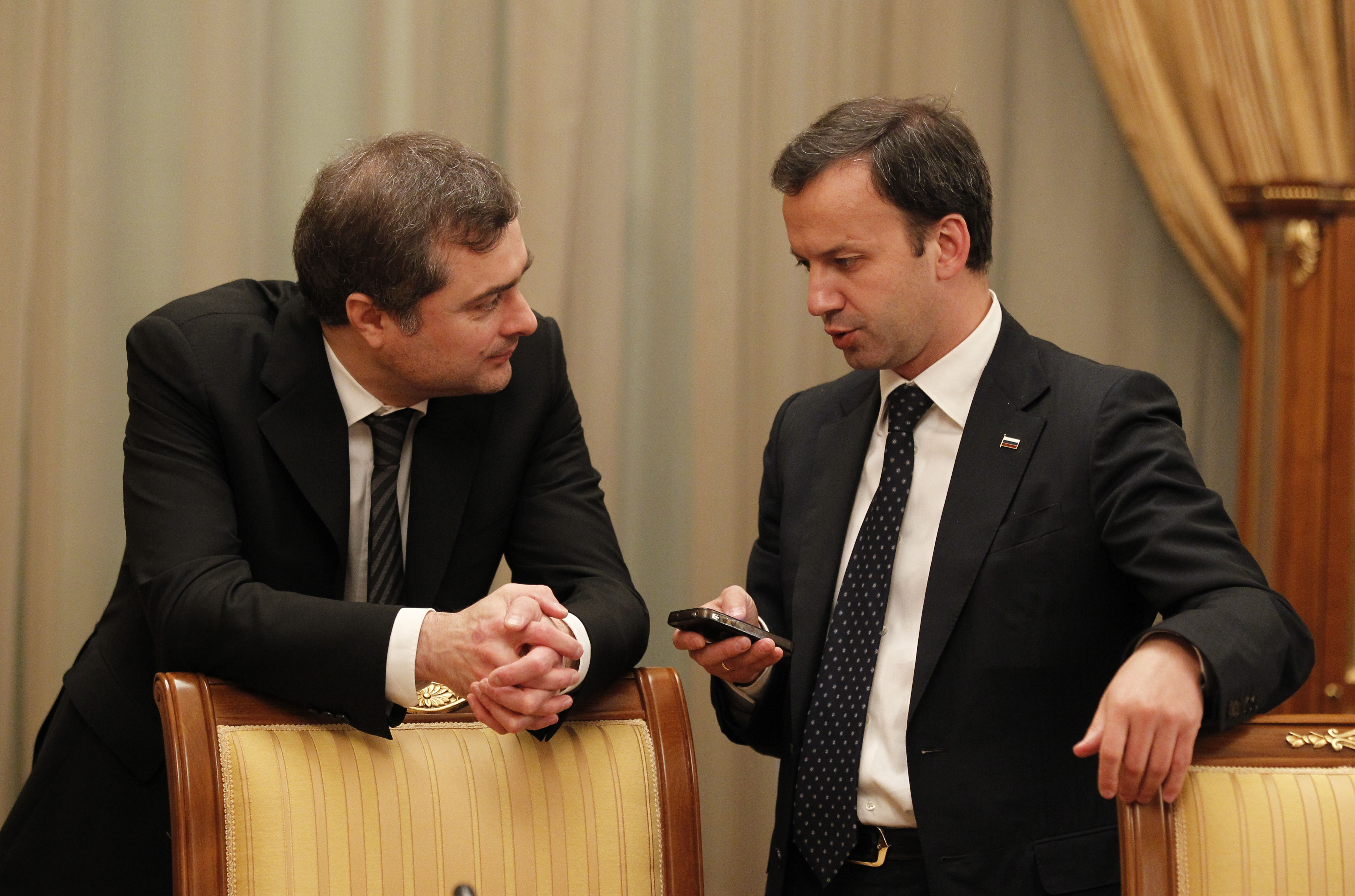
C Аркадием Дворковичем перед заседанием правительства РФ. 28 июня 2012 года

9 июня 2012 года возглавил Правительственную комиссию по развитию телерадиовещания.
В июне 2012 года Суркову было поручено курировать средства массовой информации, юстицию, взаимодействие с судами и прокуратурой, статистику.
С 12 августа 2012 года по 9 сентября 2013 года — председатель Комиссии по вопросам религиозных объединений при правительстве РФ.
К концу лета 2012 года, по оценкам журналистов и собеседников издания «РБК Daily», окончательно замкнул все кадровые вопросы в правительстве на себя.
В сентябре 2012 года выступал против проекта федерального закона, запрещающего госслужащим владеть недвижимостью за рубежом.
В мае 2013 года вступил в конфликт со Следственным комитетом России, начавшим расследование предполагаемых хищений в инновационном центре Сколково.
7 мая 2013 года президент России подверг критике работу правительства, которое, по оценке Путина, не выполнило майские указы 2012 года. Сурков публично вступил в полемику с главой государства. На следующий день он был снят с поста заместителя председателя правительства России с формулировкой «по собственному желанию».
Отставку Суркова, которого газета The Washington Post назвала «выдающимся политическим разумом Кремля», западная пресса восприняла как удар по позициям премьер-министра Д. Медведева, вызванный нарастанием неудач в экономике и протестными настроениями в обществе.

### Помощник президента России
С 20 сентября 2013 года — помощник президента Российской Федерации, курировал Управление президента РФ по социально-экономическому сотрудничеству с государствами СНГ, Республикой Абхазия и Республикой Южная Осетия, которое при Суркове возглавил Олег Говорун. Согласно положению 2012 года, основной задачей управления была координация органов власти для обеспечения сотрудничества с государствами—участниками СНГ, Абхазией и Южной Осетией. Однако на практике, как отмечалось в СМИ, управление занималось исключительно Абхазией и Южной Осетией, а после того, как управление стал курировать Владислав Сурков, он расширил его функции постоянной работой с Украиной, а позднее — с подконтрольными России ДНР и ЛНР.
В мае 2014 года выезжал в Абхазию для урегулирования внутриполитического кризиса в республике.
В январе 2020 года вновь участвовал в урегулировании политического конфликта в Абхазии.
Освобождён от должности помощника президента Российской Федерации 18 февраля 2020 года. Сообщалось, что далее вопросами, которые курировал Сурков, будет заниматься заместитель руководителя Администрации президента Российской Федерации Дмитрий Козак.

#### Спецпредставитель президента России по Украине
Многие неофициальные источники уже в 2013 году указывали, что Сурков как помощник президента Путина будет заниматься отношениями с Украиной.
Есть также неподтверждённая информация о том, что именно Сурков в 2009—2010 годах имел отношение к финансированию предвыборной кампании Виктора Януковича.
В начале 2014 года, во время Евромайдана, Сурков занимался «тайной» дипломатией в качестве представителя российского президента на Украине. В этот период он несколько раз ездил к Януковичу в Киев. По данным Генеральной прокуратуры Украины, целью поездок Суркова был сбор информации о том, как происходят протестные акции, как организован Майдан и как его финансируют.
В 2015 году Валентин Наливайченко, возглавлявший после смены политической власти Службу безопасности Украины, обвинял Владислава Суркова в том, что тот якобы руководил действиями снайперов, обстреливавших людей на Майдане. Министерство иностранных дел России назвало эти заявления «достойными психиатрического лечения» и «спекуляциями на смерти людей». Президент России Владимир Путин назвал заявления о причастности Суркова к событиям на Евромайдане «абсолютной, полной ерундой».
Наливайченко также обвинял Суркова в том, что он координировал деятельность вооружённых формирований ДНР и ЛНР. В октябре 2014 года Сурков за свою деятельность в этой сфере подвергся критике отправленного в отставку министра обороны ДНР Игоря Стрелкова, который в интервью агентству «Новороссия» заявил: «К сожалению, те люди, которые сейчас занимаются вопросами Новороссии на территории России, которые уполномочены это делать, в частности, пресловутый Владислав Юрьевич Сурков, это люди, которые нацелены только на разрушение, которые никакой реальной и действенной помощи не окажут».
В дальнейшем Сурков отвечал за российское представительство в Контактной группе по мирному урегулированию ситуации на востоке Украины, участвовал в переговорах «Нормандской четвёрки» по вопросам исполнения Минских соглашений, представлял интересы России по вопросам урегулирования войны на востоке Украины на переговорах с представителями американской администрации — вначале с Викторией Нуланд, а с июля 2017 года по январь 2018 года — с Куртом Волкером.
В 2016 году Сурков принял участие в съезде провоенного «Союза Добровольцев Донбасса».
13 июня 2018 года, после очередных президентских выборов, Сурков был переназначен на должность помощника президента РФ. 2 октября 2018 года президент Путин преобразовал Управление по социально-экономическому сотрудничеству с СНГ, Абхазией и Южной Осетией в Управление по приграничному сотрудничеству, оставив его начальником Олега Говоруна. В новом положении об управлении указано, что оно должно осуществлять «подготовку предложений о заключении межгосударственных договоров РФ с Республикой Абхазия, Республикой Южная Осетия и Украиной, а также по поручению президента РФ с иными сопредельными государствами». 17 апреля 2019 года управление возглавил Алексей Филатов.

#### Взлом электронной почты
24 октября 2016 года украинская хакерская группировка «КиберХунта» (CYBERHUNTA) заявила, что взяла под свой контроль почтовый ящик приёмной Суркова, а парой дней ранее — один вспомогательный ящик. Была опубликована «переписка Суркова» за 2013—2016 годы, в которой, в частности, были обнаружены планы по дестабилизации Украины («Шатун» и «Троя»), а также переписка с представителями ДНР и ЛНР в отношении планов раздела Украины на Новороссию, Малороссию и Галичину, согласование финансовых затрат и принимаемых законов и т. п. В ноябре 2016 года был опублинован архив писем с третьего ящика.
В Службе безопасности Украины заявили о подлинности части опубликованных писем: так, начальник аппарата главы СБУ Александр Ткачук заявил, что некоторые документы в обнародованной переписке совпадали с документальными материалами, изъятыми в ходе различных расследований. Аналогичное заявление сделали представители Bellingcat. Подлинность своих опубликованных писем подтвердил предприниматель Евгений Чичваркин.
Обсуждалась и возможность фальсификации; так, текст некоторых писем первого взлома изобилует не характерными для речи москвичей украинскими диалектизмами. В Украине относительно писем, имевших отношение к Закарпатью, сомнения высказал глава Закарпатской областной государственной администрации Геннадий Москаль (его мнение, однако, не поддержали в СБУ); позже экс-заместитель главы СБУ, генерал-лейтенант Александр Скипальский заявил, что вся обнародованная на тот момент переписка могла быть подготовленным дезинформационным материалом, но аналитики Bellingcat указали на нетривиальную сложность достоверной подделки более чем двух тысяч писем вместе с их «хедерами» (заголовками). Пресс-секретарь президента РФ Дмитрий Песков заявил, что Сурков вообще «не пользуется электронной почтой»; однако, по данным Bellingcat, основной ящик Суркова обслуживали его помощницы.
В ноябре 2016 года утечка была дополнена архивом с ещё одного ящика, а в 2017 и 2018 годах — ещё двумя архивами с почтовых ящиков предполагаемого помощника Суркова Инала Ардзинбы.

#### Увольнение
18 февраля 2020 года президент Российской Федерации Владимир Путин уволил Владислава Суркова с должности своего помощника, что следует из официального указа, опубликованного на сайте Кремля.
Утром 11 апреля 2022 года экс-депутат Госдумы Илья Пономарёв сообщил в своём Telegram-канале о домашнем аресте Владислава Суркова по делу о хищениях на Донбассе с 2014 года. Сообщения о том, что Суркова поместили под домашний арест, прокомментировал пресс-секретарь президента России Дмитрий Песков, заявивший, что не располагает информацией по данному поводу.

## Политические высказывания
После временной отставки, в интервью 2020 года Сурков определил себя — «путинистом, отчасти еретического толка», Зеленского определил как — «не лох».
По мнению Суркова, современной Украины «не существует», а вместо неё есть «украинство», которое, по мнению Суркова, является «расстройством умов». Сурков заявил, что единственный способ поддержания взаимодействия Украины и России есть «принуждение силой к братским отношениям». Кроме того, Сурков предположил, что «настоящая Украина ещё появится. Хохлы — ребята упрямые, они сделают».

Накануне вторжения России на Украину Сурков опубликовал статью, в которой высказывался о скорой «прикладной и контактной политике», о «границах похабного мира» и о желании выстроить мир «правильный»:
Как же иначе, если тесно и скучно, и неловко…и немыслимо оставаться России в границах похабного мира. Мы за мир. Разумеется. Но не за похабный. За правильный.

## Санкции
17 марта 2014 года в отношении Суркова были введены санкции правительства США, которые предусматривают запрет на въезд в США, а также арест активов и собственности, находящихся на территории США. Американская сторона считает Суркова одним из главных высокопоставленных российских чиновников, ответственных за нарушение суверенитета и территориальной целостности Украины. Аналогичные меры были приняты правительством Канады.

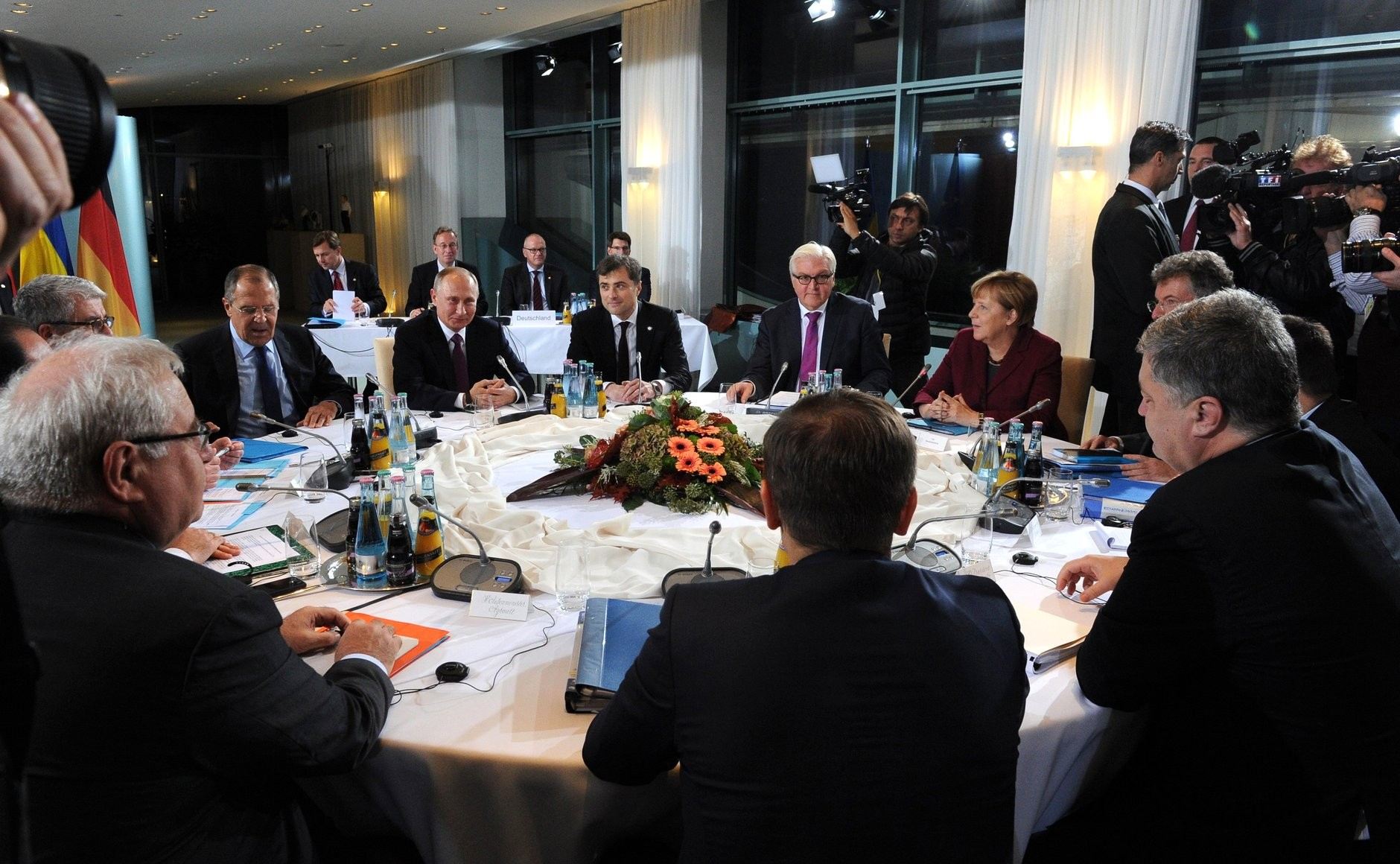
Переговоры в нормандском формате. Владислав Сурков в центре. Берлин, 19 октября 2016

Сурков пояснил, что счетов за границей не имеет, а решение США расценивает как признание его заслуг перед Россией.
Сурков также включён в санкционные списки Евросоюза, Австралии, Швейцарии и Украины.
12 декабря 2014 года информационное агентство РБК сообщило, что Владислав Сурков покинул пост председателя попечительского совета Сколковского института науки и технологий (Сколтеха), который он возглавлял с июля 2012 года. По сообщению источника агентства, Сурков не хочет быть «политической причиной нарушения гармонии во взаимоотношениях» Сколтеха и его партнёра — Массачусетского технологического института (США).
В мае 2016 года Сурков в обход санкций Евросоюза якобы совершил паломничество в Афонский монастырь в Греции, что привлекло внимание западной прессы. Данная информация официального подтверждения не получила.
Санкции не помешали Суркову участвовать во встрече лидеров «нормандской четвёрки» в Берлине 19 октября 2016 года, 2 сентября 2019 года в Берлине во встрече помощников лидеров стран-участниц «нормандской четвёрки» и 9 декабря 2019 года в Париже во встрече в «нормандском формате».

## Творческая деятельность
Увлекается написанием симфонической музыки и музыкальных рассказов[уточнить]. Любит играть на гитаре.
Принял участие в создании альбомов «Полуострова» и «Полуострова 2» совместно с Вадимом Самойловым в качестве автора текстов. Имеет тесные связи среди деятелей русского рока. Большое внимание прессы привлекла состоявшаяся в 2005 году встреча Суркова с известными рок-музыкантами, организованная им и Борисом Гребенщиковым. На встрече присутствовали участники групп «Би-2», «Сплин», «Чайф», Вячеслав Бутусов, Земфира, продюсеры Дмитрий Гройсман и Александр Пономарёв. По словам Гребенщикова, речь шла о перспективах независимого музыкального рынка в России. В «Новой газете» высказывались предположения, что форум имел целью заручиться поддержкой рок-музыкантов в случае политической нестабильности, однако эту версию отвергли многие участники встречи.
Летом 2009 года в газете «Ведомости» появилось предположение, что Сурков является настоящим автором романа «Околоноля», опубликованного ранее в приложении к журналу «Русский пионер» (автором был заявлен некий Натан Дубовицкий, что созвучно с именем и фамилией жены Суркова). Сурков вначале не подтверждал и не отрицал этой версии, однако написал рецензию на роман. В ноябре 2009 года писатель Виктор Ерофеев в интервью «Литературной газете» подтвердил авторство Суркова. В октябре 2011 года первый заместитель председателя Совета федерации А. П. Торшин подтвердил в своём микроблоге, что «книга местами автобиографична». 21 мая 2012 года в интернет-шоу Minaev Live Василий Якеменко упомянул, что автором вики-романа Натана Дубовицкого «Машинка и Велик, или Упрощение Дублина», опубликованного на сайте журнала «Русский пионер», является Сурков, подтвердив, что Натан Дубовицкий — это псевдоним Владислава Суркова. 27 августа 2012 года «Новая газета» опубликовала согласованные с издателем фрагменты из книги Натана Дубовицкого «Машинка и Велик» с комментарием «глупо не получить удовольствие от несомненного дара человека, выбравшего, вероятно, не ту профессию».
11 февраля 2019 года Сурков опубликовал в «Независимой газете» статью «Долгое государство Путина», вызвавшую резонанс в СМИ.
20 ноября 2021 года выпустил для сайта «Актуальные комментарии» статью, в которой, в частности, заявил: «Двадцать лет стабильности, которых не хватило Столыпину, теперь у нас есть. И ещё будут. Вертикаль, порядок и скрепы гарантированы. Эти годы, точно, когда-нибудь станут вспоминать как золотой век».
В преддверии российского вторжения на Украину Сурков опубликовал статью в реваншистском ключе. В статье с грустью отмечается о ушедшей эпохе прямых столкновений держав в борьбе за территории, а также указывается готовность пересмотра установленных границ с помощью «контактной» геополитики.
27 сентября 2023 года опубликовал на сайте «Актуальные комментарии» статью «Рождение Севера», в которой отстаивает идею о бесперспективности поиска союзников в Азии и Африке и неизбежности формирования «Великого Севера» — блока России, Европы и США. После выхода статьи полиция начала проверку «на предмет соблюдения российского законодательства».

## Образование
В 1982—1983 годах учился в Московском институте стали и сплавов (МИСиС), а позже провёл три года в Московском институте культуры на факультете режиссуры массовых театрализованных представлений, но не окончил эти вузы.
В конце 1990-х годов окончил Международный университет в Москве, магистр экономических наук.
Обладатель профессионального сертификата в области связей с общественностью РАСО.
Владеет английским языком.

## Личная жизнь
Первая жена — Юлия Петровна Вишневская (фамилия по первому мужу), в девичестве Лукоянова (род. 1968), создательница Музея уникальных кукол в Москве, проживает в Лондоне.
Вторая жена — Наталия Васильевна Дубовицкая (род. 1973), заместитель генерального директора по связям с общественностью ОАО «Группа промышленных предприятий РКП». До 1998 года работала личным секретарём Суркова. В 1998—2006 гг. — глава фирмы «Мастерская изящных решений XXI век», специализирующейся на дизайне интерьеров. По официальным данным, за 2010 год заработала 85,2 млн рублей, за 2011-й — 125,2 млн.
Дети: Артём Сурков (род. 1988) — сын Юлии Вишневской от первого брака, был усыновлён Сурковым в младенчестве; вместе с сыном Александра Волошина был топ-менеджером агентства элитной недвижимости Land Capital. Во втором браке у Суркова родилось трое детей: Роман (род. 2001), Мария (род. 2004) и Тимур (род. 2010).

## Доходы
Согласно данным, размещённым в декларации о доходах, расходах, имуществе и обязательствах имущественного характера лиц, занимающих государственные должности Российской Федерации, за 2018 год Владислав Сурков заработал 8 725 033 руб. Доход его супруги за тот же период составил 9 698 899 руб.

## Награды
- Благодарность Президента Российской Федерации (8 июля 2003 года) — за активное участие в подготовке Послания Президента Российской Федерации Федеральному Собранию на 2003 год[160].
- Орден «За заслуги перед Отечеством» III степени (13 ноября 2003 года) — за большой вклад в укрепление российской государственности и многолетнюю добросовестную работу[161].
- Благодарность Президента Российской Федерации (12 июня 2004 года) — за активное участие в подготовке Послания Президента Российской Федерации Федеральному Собранию на 2004 год[162].
- Почётная грамота Центральной избирательной комиссии Российской Федерации (2 апреля 2008 года) — за активное содействие и существенную помощь в организации и проведении выборов Президента Российской Федерации[163].
- Орден Кадырова (26 июня 2008 года, Чеченская Республика) — за огромный вклад в укрепление государственности, мира и дружбы между народами Российской Федерации[164].
- Благодарность Президента Российской Федерации (18 января 2010 года) — за активное участие в подготовке послания Президента Российской Федерации Федеральному Собранию Российской Федерации[165].
- Почётный гражданин Чеченской Республики (21 сентября 2010 года) — за заслуги в развитии государственности и плодотворную работу на благо Чеченской Республики[166]
- Медаль Столыпина П. А. II степени (21 сентября 2011 года)[167].
- Орден Почёта (2012)[168][169].
- Почётный знак Центральной избирательной комиссии Российской Федерации «За заслуги в организации выборов» (18 апреля 2012) — за значительный вклад в развитие избирательной системы Российской Федерации[170].
- Орден Александра Невского (20 января 2015 года) — за заслуги в обеспечении деятельности Администрации Президента Российской Федерации и многолетнюю безупречную государственную службу[171].
- Орден Дружбы (2015, Южная Осетия)[172]
- Орден «За верность долгу» Республики Крым (19 мая 2016 года) — за проявленное личное мужество и патриотизм в защите конституционных прав и свобод жителей Крыма[173].
- Орден Почёта (23 августа 2018 года, Южная Осетия) — за вклад в развитие и укрепление дружественных отношений между народами и в связи с празднованием 10-й годовщины признания Российской Федерацией Республики Южная Осетия в качестве суверенного и независимого государства[174]

## Классный чин
- Действительный государственный советник Российской Федерации 1 класса (17 января 2000)[175].